# Jaime Vera López
Jaime Vera López (Salamanca, 1859 – Madrid, 1918) va ser un polític socialista espanyol que va participar en la fundació del PSOE.

## Biografia
Nascut el 20 de maig a Salamanca en una família d'ideologia republicana, molt jove es traslladà a Madrid on amb quinze anys inicià la carrera de Medicina. Durant aquesta etapa, va entrar amb contacte amb textos d'ideologia marxista, especialment gràcies a l'ajut d'Alejandro Ocina, que fou qui li prestà el Manifest Comunista. El 1879 finalitzà els seus estudis en Medicina molt satisfactòriament, moment en què va començar a participar en la creació del PSOE.
Des de 1877 va pertànyer al grup prefundacional del PSOE juntament a Antonio García Quejido, Matías Gómez, Calleja, Francisco Mora i posteriorment, Pablo Iglesias. El 2 de maig de 1879 va formar part del grup de vint-i-cinc persones que varen fundar el Partit Socialista a Espanya, en una fonda del carrer de Tetuàn de Madrid. La primitiva Agrupació Socialista Madrilenya li encarregà la Comissió de Reformes Socials.
En aquest càrrec va elaborar el 1884 un informe en el que sotmet a judici el sistema capitalista des de perspectives que justifiquen la lluita de la classe obrera i a favor del socialisme en una impecable argumentació marxista.